# Borodinskij
Borodinskij (ros. Бородинский) – osiedle w Rosji, w obwodzie tulskim, w rejonie kiriejewskim. W 2010 liczyło 6126 mieszkańców.